# Opice (film, 2025)
Opice (v anglickém originále The Monkey) je americký černý komediální filmový horor z roku 2025, který napsal a režíroval Osgood Perkins. Ve filmu natočeném podle stejnojmenné povídky Stephena Kinga z roku 1980 hrají Theo James, Tatiana Maslany, Christian Convery, Colin O'Brien, Rohan Campbell, Sarah Levy, Adam Scott a Elijah Wood. Vypráví o bratrech-dvojčatech, jejichž životy obrátí vzhůru nohama prokletá opice na hraní, která způsobuje náhodná děsivá úmrtí v jejich okolí.
Snímek byl uveden do kin ve Spojených státech společností Neon 21. února 2025. Film s rozpočtem 10–11 milionů dolarů získal vesměs pozitivní recenze kritiků a celosvětově utržil 64,8 milionu dolarů.

## Děj
V roce 1999 se Petey Shelburn pokusí zničit v antikvariátu hračku – opičku hrající na bubínky. Než to stihne, opička začne bubnovat a způsobí řetězec událostí, který končí smrtí majitele obchodu. Petey záhadně zmizí a jeho žena Lois zůstane sama se jejich syny, identickými dvojčaty Halem a Billem.
Později chlapci najdou opičku mezi věcmi svého otce a když natáhnou klíček, způsobí to smrt jejich chůvy. Když se Hal a Bill pohádají, Hal opičku natáhne znovu v naději, že zabije Billa – místo toho náhle zemře jejich matka Lois. Hal se cítí provinile, opičku rozebere a vyhodí. Bratři se přestěhují ke své tetě a strýci do Maine, ale opička se znovu objeví. Bill jí natáhne a krátce nato zemře jejich strýc. Bratři opičku zapečetí v krabici a hodí ji do studny.
O 25 let později se Hal a Bill odcizili - Hal se straní i vlastního syna Peteyho. Když zemře jejich teta Ida při podivné nehodě, Bill kontaktuje Hala a tvrdí, že opička se vrátila. Ve městě mezitím umírají lidé při podivných nehodách. Hal se vrací do města, kde zjistí, že Bill opičku vlastní a plánuje ji použít, aby pomstil matčinu smrt, za kterou viní Hala.
Bill věří, že ten, kdo opičku natáhne, je chráněn před další smrtí, a chce, aby klíček natáhl Halův syn Petey, jinak bude opičku natahovat dál, dokud Hal nezemře – bez ohledu na ostatní oběti. Petey je přinucen opičku natáhnout a další osoba umírá. Bill nakonec ztratí kontrolu, opička se rozbubnuje a způsobí masovou smrt v celém městě.
Hal a Bill se smíří, ale opička ještě jednou bubnuje – a Bill je zabit bowlingovou koulí, na níž je jméno jejich matky Lois. Hal a Petey pak odjíždějí pryč se záměrem opičku už nikdy nenatáhnout, a tak zabránit dalším úmrtím. Cestou potkají podivného jezdce – jezdec na bledém koni (symbol smrti). Film končí tím, že autobus plný roztleskávaček přijde o všechny hlavy při srážce s náklaďákem.